# Walter Fawkes
Walter Ramsden Hawkesworth Fawkes, né le 2 mars 1769 et mort le 24 octobre 1825, est un propriétaire terrien du Yorkshire, écrivain et député britannique.

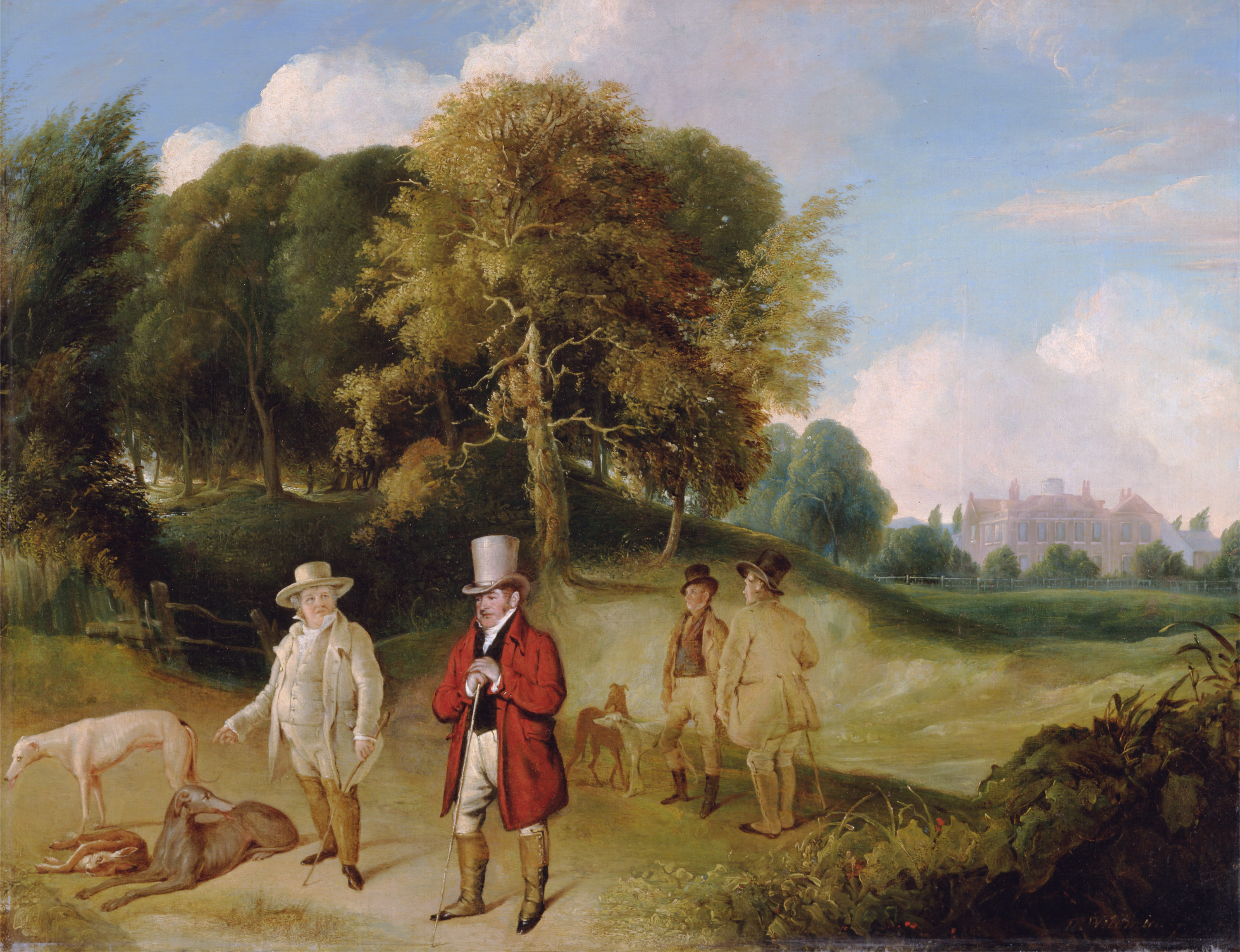
Joseph Mallord William Turner et Walter Fawkes d'après John Richard Wildman (vers 1820-1824).